# Guntersblum (Verbandsgemeinde)
Guntersblum est une Verbandsgemeinde (collectivité territoriale) de l'arrondissement de Mayence-Bingen dans la Rhénanie-Palatinat en Allemagne. Le siège de cette Verbandsgemeinde est dans la ville de Guntersblum.
La Verbandsgemeinde de Guntersblum consiste en cette liste d'Ortsgemeinden (municipalités locales) :

Localisation de la Verbandsgemeinde de Guntersblum dans l'arrondissement de Mayence-Bingen

1. Dolgesheim
2. Dorn-Dürkheim
3. Eimsheim
4. Guntersblum
5. Hillesheim
6. Ludwigshöhe
7. Uelversheim
8. Weinolsheim
9. Wintersheim